# Anomala lasiocnemis
Anomala lasiocnemis är en skalbaggsart som beskrevs av Ohaus 1930. Anomala lasiocnemis ingår i släktet Anomala och familjen Rutelidae. Inga underarter finns listade i Catalogue of Life.